# Synesis Group
Synesis — международная ИТ-компания с центрами разработки в Минске и Москве. Резидент Белорусского парка высоких технологий (ПВТ) и инновационного центра Сколково. Специализируется на разработке платформ для контроля общественной безопасности и управления массовыми мероприятиями, а также онлайн-игр, мобильных приложений и чат-ботов. Занимается собственными исследованиями в области искусственного интеллекта, хранения и обработки больших данных.
17 декабря 2020 года Совет Европейского Союза наложил санкции на Synesis за поставку Министерству внутренних дел и Комитету государственной безопасности Республики Беларусь программного обеспечения, используемого для проведения белорусскими властями политических репрессий. В 2022 году Synesis попал под санкции США и ещё нескольких стран.

## История
Synesis была основана в Минске в 2007 году Александром Шатровым и его партнерами, знакомыми между собой по учёбе в университете. В этом же году компания становится резидентом ПВТ. В 2009 году был открыт офис в Москве, после чего Synesis становится резидентом «Сколково». Изначально компания позиционировала себя как разработчик заказного ПО. Так, Synesis стала центром разработки для таких программных решений, как система управления документооборотом Alfresco, мессенджер Viber, система портретного поиска Яндекс, программные решения безопасности AlgoSec, социальные казино Slotomania и Gambino. В рамках совместных проектов компания в различное время также сотрудничала с такими международными корпорациями, как IBM, Caesars Entertainment, BigFish Games, Renesas.
С 2014 года Synesis сфокусирована преимущественно на создании и развитии собственных продуктов.
Сегодня в Synesis входит 4 резидента ПВТ (Республика Беларусь), 2 резидента Сколково (Российская Федерация) и компания-оператор в Казахстане. В 2019 году открывается сразу 2 представительства в США — в штатах Вирджиния и Калифорния.
По данным расследования «Европейского радио для Беларуси», около четверти головной компании и 75 % дочернего ООО «Синезис Стигма» (в январе 2021 года переименовано в «Стигма Софт») принадлежат белорусскому бизнесмену, оптовому торговцу сигаретами и нефтепродуктами, владельцу «МТБанк» Алексею Олексину.

## Санкции ЕС, США и других стран
17 декабря 2020 года Совет Европейского Союза внёс ООО «Синезис» в Республике Беларусь и Российской Федерации в список компаний, на которые налагаются санкции Европейского Союза в связи с поддержкой Александра Лукашенко (полный список ограничений изложен в Решении Совета ЕС от 18 мая 2006 года). Обоснованием для наложения санкций Совет ЕС назвал четыре пункта:
- поставку компанией белорусским властям платформы для слежки (анализа видео и распознавания лиц), что делает компанию ответственной за репрессии в отношении гражданского общества и демократической оппозиции властями республики[3];
- запрет на общение на белорусском языке среди сотрудников — поддержку политику режима Лукашенко по дискриминации по признаку языка[3];
- Министерство внутренних дел Республики Беларусь и Комитет государственной безопасности Республики Беларусь являются пользователями системы, разработанной Synesis, что делает компанию выгодополучателем режима Лукашенко и его опорой[3];
- руководитель компании Александр Шаров публично критиковал протестующих против Лукашенко[3].

18 декабря 2020 года в свой санкционный список компанию внесла Великобритания, 22 марта 2021 года — Швейцария.
Synesis сообщила, что намерена обжаловать решение, заявив, что компания не имеет отношения к репрессиям и никогда не получала финансирования от МВД за использование её системы. В январе 2021 года журналисты Европейского радио для Беларуси заметили, что по меньшей мере три компании, входящие в группу Synesis, были переименованы: из их названия исчезло слово «Синезис», предположительно таким образом компания пытается ввести в заблуждение еврокомисаров и избежать последствий для своей деятельности.
16 марта 2021 Synesis подала исковое заявление в Суд Европейского союза. Компания потребовала признать недействительным решения Совета ЕС о включении её в третий пакет санкций.
21 июня 2021 года в санкционный список ЕС попал и сооснователь группы Александр Евгеньевич Шатров. В решении Совета ЕС было отмечено, что, будучи владельцем и генеральным директором ООО «Синезис», Шатров в ответе за решение компании поставить белорусским властям систему мониторинга «Kipod», что способствует подавлению гражданского общества и демократической оппозиции в стране, а также что ООО «Синезис» и её дочерняя компания «Паноптес» получают выгоду от поддержки белорусской Республиканской системы мониторинга общественной безопасности. В решении было дополнительно указано, что и другие компании, владельцем или совладельцем которых является Шатров, например, «БелБет» и «Синезис Спорт», получают выгоду от осуществления государственных контрактов в Белоруссии, а сам Шатров делал публичные заявления с порицанием протеста против режима Лукашенко. 7 июля Шатрова в свой санкционный список добавила с тем же обоснованием Швейцария.
Албания, Исландия, Лихтенштейн, Норвегия, Северная Македония, Черногория присоединились к декабрьскому пакету санкций ЕС 26 января, к июньскому — 6 июля 2021 года.
В 2022 году, после начала вторжения России на Украину, Шатров и Synesis попали под санкции США (в американский список специально обозначенных граждан и заблокированных лиц была включена и её дочерняя компания «Паноптес»), Канады (в канадский санкционный список попала и компания «Паноптес»), Новой Зеландии, Японии, Австралии и самой Украины (в украинский санкционный список попала и компания «Паноптес»).
В сентябре 2023 года Европейский суд в Люксембурге отклонил иски Шатрова и Synesis о снятии с них санкций ЕС.

## Деятельность и компетенции
С 2014 года Synesis сосредоточена на разработке собственных продуктов. Среди наиболее известных из них — облачная платформа для мониторинга общественной безопасности Kipod, аппаратно-программный комплекс для облачных вычислений dBrain, платформа для организации и проведения массовых мероприятий LOOM. Также структурные подразделения Synesis стали официальным поставщиком программно-технического блока II Европейских игр. Все программные решения для оркестрации Игр были созданы белорусской компанией.
Synesis имеет обширный опыт создания и промышленной эксплуатации нагруженных облачных приложений, занимается исследованиями и разработкой в областях AI, Cloud, Big Data.
Ведется сотрудничество со стартапами. На базе Synesis создан бизнес-инкубатор, реализующий IT-проекты ранней стадии. Среди известных стартап-проектов — сервис для любителей тенниса Fitstarter, социальное казино Gambino. Все стартапы не пользуются большой популярностью у пользователей.

### Ключевые продукты
Ключевые собственные проекты группы компаний:
- Kipod — облачная платформа для мониторинга общественной безопасности в масштабах государства на основе технологий искусственного интеллекта и больших данных. Продукт включает картографический сервис, модули интеграции различных источников данных, средства поиска объектов и событий в больших массивах видео, модули видеоаналитики, средства разграничения доступа и информационной безопасности, сервисы уведомлений пользователей. В Kipod реализованы запатентованные компанией методы обработки видео и событий, алгоритмы балансировки вычислительной нагрузки и другие критические компоненты систем интеллектуального видеонаблюдения и мониторинга. Платформа способна обеспечивать неограниченное масштабирование по числу пользователей, сенсоров (видеокамер) и глубине архива. Сегодня Kipod часто называется «Google для видеонаблюдения»[34] и очень мало используется в 5 странах мира — в Беларуси[35], России[36], Казахстане[37], Азербайджане и Великобритании (в Великобритании ничего не знают про это). Сфера применения — от частных предприятий (сети АЗС и добывающие предприятия в Великобритании) до государственных ведомств (МВД, Министерства обороны) и крупных инфраструктурных объектов (Московский и Минский метрополитены и др.). Платформа позволила Synesis войти в список крупнейших игроков мирового рынка видеоаналитики[38]. В 2022 году международная хакерская группировка Anonymous заявила о взломе систем Kipod и Synesis Surveillance System[39].
- LOOM (Events management system) — информационно-технологическая платформа для комплексной автоматизации крупных спортивных и иных массовых мероприятий (фестивали, концерты, конференции и т. д.). Состоит из модулей, функционал которых позволяет организаторам управлять масштабными событиями в автоматическом режиме (аккредитация, транспорт, размещение гостей, медицинские обращения, расписание соревнований, распределение билетов и др). Продукт использовался[40] при подготовке и проведении II Европейских игр 2019 года в Минске.
- dBrain — аппаратно-программная низкозащищенная платформа для домашних вычислений с контейнерной оркестрацией Kubernetes и распределённым хранилищем Ceph.
- Stigma— платформа для контроля перемещения и сохранности грузов. Разрабатывается в рамках международной кооперации по созданию цифрового транспортного коридора через страны Таможенного союза (Беларусь, Россия, Казахстан). 74,95 % ООО «Синезис Стигма» принадлежат ОДО «Белнефтегаз» Алексея Олексина[41], хотя отраслевые СМИ включают эту компанию в состав холдинга «Синезис»[42].
- ChatEG — корпоративный многофункциональный мессенджер с поддержкой платформ Web, Android и iOS. ChatEG. Использовался для скоординированной работы организаторов и волонтеров II Европейских игр 2019 года в Минске (закрыт).
- MetaMessager — платформа для создания омниканальных чат-ботов (несуществующий продукт).
- AAI.by — краудсорсинговая платформа для разметки изображений и видео.
- Fittonic — мобильное фитнес-приложение и SDK на базе компьютерного зрения, контролирующее ход тренировок через камеру смартфона[43].
- Frisbee — коммуникационная платформа

### Рейтинги и награды
В 2016 году система интеллектуальной видеоаналитики от Synesis была удостоена Платиновой награды в номинации «Лучшее решение для видеоаналитики» (Platinum Award for Best Video Analytics Solution) в рамках премии 2016 ‘ASTORS’ Homeland Security Awards’, США.
В 2017 году технология интеллектуального наблюдения от Synesis вошла в число призёров конкурса «Лучшие информационно-аналитические инструменты 2017» Аналитического центра при Правительстве РФ, заняв II место.
В 2019 году, согласно независимым рейтингам, Synesis входит в список лидирующих разработчиков интеллектуальных систем видеомониторинга (на данный момент исключены из списка, либо вовсе отсутствовали).